# 王美恵
王 美恵（おう びけい、ワン メイフイ、1965年〈民国54年〉4月15日 - ）は、中華民国（台湾）の政治家。民主進歩党所属の立法委員。

## 経歴
2005年の嘉義市議員選挙で初当選。その後再選され4期務める。
2019年、翌年の立法委員選挙の嘉義市選挙区の党内予備選挙で李俊俋に勝利し、民進党から正式に指名された。選挙の結果、50%以上の得票率で初当選した。
2024年の第11回立法委員選挙では、国民党候補を破り、再選に成功した。

## 選挙記録
| 年度 | 選挙                 | 選挙区       | 所属政党   | 得票数 | 得票率 | 当選             | 注釈 |
| ---- | -------------------- | ------------ | ---------- | ------ | ------ | ---------------- | ---- |
| 2005 | 第7回嘉義市議員選挙  | 第二選挙区   | 民主進歩党 | 4,503  | 6.34%  |                  |      |
| 2009 | 第8回嘉義市議員選挙  | 第二選挙区   | 民主進歩党 | 7,647  | 10.73% |                  |      |
| 2014 | 第9回嘉義市議員選挙  | 第二選挙区   | 民主進歩党 | 8,261  | 10.30% | 嘉義市最多得票数 |      |
| 2018 | 第10回嘉義市議員選挙 | 第二選挙区   | 民主進歩党 | 8,007  | 10.27% | 嘉義市最多得票数 |      |
| 2020 | 第10回立法委員選挙   | 嘉義市選挙区 | 民主進歩党 | 80,333 | 50.20% |                  |      |
| 2024 | 第11回立法委員選挙   | 嘉義市選挙区 | 民主進歩党 | 78,069 | 50.64% |                  |      |